# Ana Maria Pavăl
Ana Maria Pavăl, née le 10 juillet 1983, est une lutteuse libre roumaine.

## Palmarès

### Jeux olympiques
- participation aux Jeux olympiques d'été de 2008 à Pékin

### Championnats d'Europe
- Médaille d'argent en catégorie des moins de 55 kg en 2012 à Belgrade
- Médaille d'argent en catégorie des moins de 55 kg en 2010
- Médaille d'argent en catégorie des moins de 55 kg en 2009
- Médaille d'argent en catégorie des moins de 55 kg en 2005